# Super Aguri SA07
Der Super Aguri SA07 war der zweite Formel-1-Rennwagen von Super Aguri F1.
Der von Peter McCool konstruierte Wagen nahm an allen 17 Rennen der Formel-1-Weltmeisterschaft 2007 teil, wurde vom Japaner Takuma Satō, sowie dem Briten Anthony Davidson gesteuert und fuhr als bestes Resultat einen sechsten Platz heraus (Satō beim Großen Preis von Kanada), wodurch das Team in seiner zweiten Saison die Konstrukteurswertung mit 4 Punkten auf dem neunten Rang von elf beendete.
Es wurde der von Honda entwickelte V8-Motor RA807E verwendet. Die Bereifung kam von Bridgestone.

## Resultate
| Fahrer               | Nr.                  | 1  | 2  | 3   | 4  | 5  | 6  | 7   | 8   | 9   | 10  | 11  | 12 | 13 | 14 | 15  | 16  | 17 | Punkte | Rang |
| -------------------- | -------------------- | -- | -- | --- | -- | -- | -- | --- | --- | --- | --- | --- | -- | -- | -- | --- | --- | -- | ------ | ---- |
| Formel-1-Saison 2007 | Formel-1-Saison 2007 |    |    |     |    |    |    |     |     |     |     |     |    |    |    |     |     |    | 4      | 9.   |
| T. Satō              | 22                   | 12 | 13 | DNF | 8  | 17 | 6  | DNF | 16  | 14  | DNF | 15  | 18 | 16 | 15 | 15* | 14  | 12 | 4      | 9.   |
| A. Davidson          | 23                   | 16 | 16 | 16  | 11 | 18 | 11 | 11  | DNF | DNF | 12  | DNF | 14 | 14 | 16 | DNF | DNF | 14 | 4      | 9.   |

| Legende  | Legende            | Legende                                                          |
| Farbe    | Abkürzung          | Bedeutung                                                        |
| -------- | ------------------ | ---------------------------------------------------------------- |
| Gold     | –                  | Sieg                                                             |
| Silber   | –                  | 2. Platz                                                         |
| Bronze   | –                  | 3. Platz                                                         |
| Grün     | –                  | Platzierung in den Punkten                                       |
| Blau     | –                  | Klassifiziert außerhalb der Punkteränge                          |
| Violett  | DNF                | Rennen nicht beendet (did not finish)                            |
| Violett  | NC                 | nicht klassifiziert (not classified)                             |
| Rot      | DNQ                | nicht qualifiziert (did not qualify)                             |
| Rot      | DNPQ               | in Vorqualifikation gescheitert (did not pre-qualify)            |
| Schwarz  | DSQ                | disqualifiziert (disqualified)                                   |
| Weiß     | DNS                | nicht am Start (did not start)                                   |
| Weiß     | WD                 | zurückgezogen (withdrawn)                                        |
| Hellblau | PO                 | nur am Training teilgenommen (practiced only)                    |
| Hellblau | TD                 | Freitags-Testfahrer (test driver)                                |
| ohne     | DNP                | nicht am Training teilgenommen (did not practice)                |
| ohne     | INJ                | verletzt oder krank (injured)                                    |
| ohne     | EX                 | ausgeschlossen (excluded)                                        |
| ohne     | DNA                | nicht erschienen (did not arrive)                                |
| ohne     | C                  | Rennen abgesagt (cancelled)                                      |
| ohne     | keine WM-Teilnahme |                                                                  |
| sonstige | P/fett             | Pole-Position                                                    |
| sonstige | 1/2/3/4/5/6/7/8    | Punktplatzierung im Sprint-/Qualifikationsrennen                 |
| sonstige | SR/kursiv          | Schnellste Rennrunde                                             |
| sonstige | *                  | nicht im Ziel, aufgrund der zurückgelegten Distanz aber gewertet |
| sonstige | ()                 | Streichresultate                                                 |
| sonstige | unterstrichen      | Führender in der Gesamtwertung                                   |